# Ax-les-Thermes
Ax-les-Thermes település Franciaországban, Ariège megyében. Lakosainak száma 1277 fő (2022. január 1.). Ax-les-Thermes Ascou, Ignaux, Mérens-les-Vals, Orgeix, Savignac-les-Ormeaux és Sorgeat községekkel határos.

## Népesség
A település népességének változása:
| Lakosok száma | 1688 | 1478 | 1489 | 1509 | 1281 | 1231 | 1267 | 1288 | 1285 | 1277 |
|               | 1968 | 1982 | 1990 | 2006 | 2013 | 2015 | 2017 | 2019 | 2020 | 2022 |